# Bahar Pars
Bahar Pars (født 28. marts 1979) er en iransk-svensk skuespillerinde og instruktør. Hun studerede på Teaterhögskolan i Stockholm fra 2003 til 2007. 
Pars kom til Trelleborg i 1989 med sin familie efter den første golfkrig. Hun har haft mange forskellige roller på teateret og har også medvirket i flere film og tv-serier.

## Udvalgt filmografi
- När mörkret faller (2006)
- Kongemordet (tv-serie, 2008)
- En mand der hedder Ove (2015)
- Baby (kortfilm, 2016)
- Gåsmamman (tv-serie, 2016)
- Sygeplejerskerne (tv-serie, 2017)
- Conspiracy of Silence (tv-serie) (tv-serie, 2018)
- Forbandet (tv-serie, 2018)
- Operation Ragnarök (2018)
- Året jeg begyndte at onanere og stoppede med at præstere (2022)
- Kagefabrikken (2022)
- Åsnelandet (kortfilm, 2023, også instruktør)
- Håndtering af udøde (2024)
- Nosejob (kortfilm, 2025, også instruktør)
- Sult (2025)